# Матіаш де Албукеркі
Матіаш де Албукеркі (порт. Matias de Albuquerque; 1547–1609) — португальський державний, військовий та колоніальний діяч, 15-й віцекороль Португальської Індії (1591—1597).

## Життєпис
Походив зі знатного шляхетського роду Албукеркі. Син Мануела де Албукеркі, капітана (військового губернатора) Міни, та Каміли де Норонья. Народився 1547 року. 1559 року опинився пажем при дворі португальського короля Себаштіана. 1566 року вирушив до Португальської Індії.
1566 року брав участь в битві біля Мангалора проти військ маппіла (малабарських мусульман) та правителя Каннанору. 1568 року відзначився у битві проти князівства Уллал. 1571 року звитяжив під час оборони Гоа від біджапурських військ під орудою Нурі-хана, а потім того ж року в перемозі біля Чаліямі над військом заморіна Самудріраджи. 1573 року призначено капітаном Ормуза, але 1574 року через хворобу він повернувся до Португалії.
Але вже 1576 року знову прибув до Індії з посадою капітан-майора Південних Морів. 1577 року завдав поразки джохорському султану Абдулі Джаліл-шаху II. За цим переміг ачеського султана Алі Ріаята Сіаха I. Наступним кроком стало захоплення мусульманського володіння на островах Лінгга та захоплення порту Кедах. Ймовірно втратив посаду через інтриги суперників з клану да Гама.
1579 року очолив війська, відправлені на допомогу обложеному Коломбо, завдавши 1580 року поразки військам держави Сітавака на чолі із Тікірі Бандарою. Невдовзі призначається капітаном-майором (губернатором) Малакки. 1581 року стає капітаном Малабару. 1584 року вдруге призначено капітаном Ормуза. Перебував на цій посаді до 1588 року. Відновив та розширив укріплення, наказавши також спорудити великі водозбірні на випадок тривалої облоги. Повернувся до Португалії, де оженився на кузині — Філіпі де Вільяна. 1589 року допоміг іспанським військам в обороні Лісабону під час вторгнення претендента на трон Антоніу за допомоги англійського флоту під орудою Френсіса Дрейка, яким було завдано тяжкої поразки.
1590 року призначено новим віцекоролем Португальської Індії. Розпочав виконувати обов'язки у січні 1591 року. Невдовзі домігся від заморіна Манавікрама згоди на заснування португальського поселення та укріплення в Калікуті. Водночас налагодив гарні відносини з ахмеднагарським султаном Бурханом Нізам-шахом II і біджапурським султаном Ібрагімом Аділ-шахом II, що сприяло розширенню португальської торгівлі.
1592 року відправив війська для відновлення на троні Джафни Парасасекарана VIII, який підтвердив залежність від Португалії. 1593 року скористався смертю Раджасінги, магарджи Сітавака, відправивши війська на допомогу Дгармапали, магараджи Котте. Внаслідок цього до 1594 року вдалося захопити Східний Цейлон. За цим відправив військо на чолі із Педру Лопешом де Соузою для підкорення останньої незалежної держави на острові — Канді. Після перших успіхів португальці зрештою зазнали тяжкої поразки. У 1595—1596 роках довелося придушувати повстання на Португальському Цейлоні.
Разом з цим 1593 року португальським володінням в Гуджараті, насамперед діу, стали становити дії могольського субадара Мірзи Кока. З цим збіглася атака біджапурських військ на португальську форт-факторію Корла в Реваданді. 1594 року Корла впала. Але 1595 року після смерті султана Бурхана Нізам-шаха II вдалося з огляду на боротьбу спадкоємців останнього повернути втрачене. 1596 року зумів поліпшити відносини з Великими Моголами та розширив торгівлю з Біджапурським султанатом.
1597 року Матіаш де Албукеркі повернувся до Португалії. Тут 1598 року був заарештований за наказом нового короля Філіпа III, звинувачений у розкраданні коштів з королівської скарбниці для особистого використання. Припускають, що це сталося внаслідок придворних інтриг клану да Гама, оскільки більшість сучасників відзначали чесність Албукеркі. Ймовірно зумів виправдатися, але відтоді не обіймав жодних посад. Помер 1609 року.